# Copelatus cessaima
Copelatus cessaima es una especie de escarabajo buceador del género Copelatus, de la subfamilia Copelatinae, en la familia Dytiscidae. Fue descrito por Caetano, de C. Bena, & Vanin en 2013.